# Пробивной человек
«Пробивной человек» — советский широкоэкранный художественный фильм 1978 года режиссёра Олега Фиалко, снятый на киностудии им. А. П. Довженко.
Премьера фильма состоялась 28 февраля 1979 года. Фильм посмотрели 1 млн зрителей.

## Сюжет
Молодой инженер Сергей Петухов, назначенный начальником автобазы, произвёл хорошее впечатление, но постепенно начинает злоупотреблять своей властью, показывая эгоизм и равнодушие к мнению других. Работники автобазы во главе с Алексеем Сичкиным борются за справедливость, чтобы удалить его с поста.

## В ролях
- Александр Мартынов — Сергей Васильевич Петухов, новый начальник автобазы
- Леонид Белозорович — Алексей Фёдорович Сичкин, автослесарь, депутат
- Наталья Кустинская — Ирина
- Елена Драпеко — Валя, невеста Сичкина
- Галина Логинова — Светлана, жена Петухова
- Дмитрий Франько — Николай Петрович, старый начальник автобазы
- Виктор Тарасов — Роман Александрович Авдеенко, сотрудник «Промэнерго»
- Сергей Харченко — Семёнов, работник автобазы
- Владимир Басов — изобретатель
- Николай Олянин — начальник управления
- Виктор Мирошниченко — председатель горисполкома

## Съёмочная группа
- Режиссёр: Олег Фиалко
- Сценаристы: Александр Борисов, Валентин Чернов
- Оператор: Виктор Политов
- Художник: Эдуард Шейкин
- Звукорежиссёр: Елена Межибовская
- Композитор: Валентин Сильвестров

## Критика
Боюсь, что с этой точки зрения фильм «Пробивной человек» построен весьма неточно. В его финале инициативный Петухов посрамлен, снова возвращён на базу как штрафник, а в победителях и праведниках ходят те, которые годами мирились с порочной оплатой труда, от прогрессивных нововведений уклонялись — то ли ума не хватало, чтобы их обосновать, то ли ответственности за дело, чтобы их отстаивать.
— А. Караганов, журнал «Искусство кино», №2, 1981 год